# 도쿄도 제23구
도쿄도 제23구(東京都 第23区)는 일본의 중의원 선거구이다. 1994년 공직선거법으로 신설되었다.

## 지역
- 마치다시
- 다마시 일부